# Cupa Oceaniei pe Națiuni 2016
Cupa Națiunilor OFC 2016 a fost a zecea ediție a Cupa Oceaniei pe Națiuni organizată de Confederația de Fotbal din Oceania (OFC). Câștigătoarea s-a calificat pentru Cupa Confederațiilor FIFA 2017 din Rusia, și a avansat pentru play-off inter-confederații în noiembrie 2017 unde a jucat cu o echipă din altă confederație pentru un loc la Cupa Mondială din  2018.
Ca și în cazul edițiilor 1998 și 2008, turneul nu a avut o singură gazdă. Campioana en-titre este Tahiti care a câștigat primul lor titlu la ediția din 2012.

## Format
Pentru a cincea oară consecutiv, formatul Cupe Oceaniei pe Națiuni a fost schimbat. Acesta a fost confirmat de Comitetul Executiv OFC în datele de 29 martie și 20 octombrie 2014
- Prima rundă: Samoa Americană, Insulele Cook, Samoa și Tonga au jucat un turneu round-robin într-un singur loc. Câștigătoarea a avansat în runda a doua.
- Runda secundă: Câștigătoarea primei runde s-a alăturat celor șapte echipe rămase (Fiji,  Noua Caledonie, Noua Zeelandă, Papua Noua Guinee, Insulele Solomon, Tahiti și Vanuatu), și cele opt echipe au fost trase la sorți în două grupe de câte patru. Fiecare grupă s-a jucat în sistem round-robin după regula acasă-deplasare. Câștigătoarele de grupe și echipele clasate pe locul al doilea au avansat în runda a treia.
- Runda a treia: Cele patru echipe au jucat într-o grupă un round-robin după regulă acasă-deplasare. Câștigătoarea s-a calificat pentru Cupa Confederațiilor FIFA 2017 din Rusia, și a avansat pentru play-off inter-confederații în noiembrie 2017 unde a jucat cu o echipă din altă confederație pentru un loc la Cupa Mondială din 2018.[4]

## Calificări
Toate cele unsprezece echipele naționale OFC care sunt membre FIFA au fost eligibile pentru a intra.
Patru echipe care au jucat în Calificările pentru Cupa Oceaniei pe Națiuni 2016 - Samoa Americană, Insulele Cook, Samoa, și Tonga
- au concurat încă o dată în runda preliminară. A fost un mini turneu round-robin, care a avut loc într-o singură locație între 8-15 iunie 2015.  Câștigătoarea s-a calificat în runda principală și a jucat cu celelalte 7 echipe rămase.

### Echipe calificate
| Echipa            | Metoda calificării          | Data calificării  | Apariții în finală | Ultima apariție | Cea mai performanță trecută         | clasamentul FIFA la startul competiției |
| ----------------- | --------------------------- | ----------------- | ------------------ | --------------- | ----------------------------------- | --------------------------------------- |
| Fiji              | Automatic                   | 29 martie 2014    | 8                  | 2012            | 3 (1998, 2012)                      | 183                                     |
| Noua Caledonie    | Automatic                   | 29 martie 2014    | 5                  | 2012            | 2 (2008, 2012)                      | 191                                     |
| Noua Zeelandă     | Automatic                   | 29 martie 2014    | 9                  | 2012            | Câștigători (1973, 1998, 2002,2008) | 161                                     |
| Papua Noua Guinee | Automatic                   | 29 martie 2014    | 3                  | 2012            | R1 (1980, 2002, 2012)               | 198                                     |
| Insulele Solomon  | Automatic                   | 29 martie 2014    | 6                  | 2012            | 2 (2004)                            | 192                                     |
| Tahiti            | Automatic                   | 29 martie 2014    | 8                  | 2012            | Câștigători (2012)                  | 196                                     |
| Vanuatu           | Automatic                   | 29 martie 2014    | 8                  | 2012            | 4 (1973, 2000, 2002, 2008)          | 181                                     |
| Samoa             | Câștigătorul din calificări | 4 septembrie 2015 | 2                  | 2012            | R1 (2012)                           | 170                                     |

## Echipele
Toate unsprezece echipele naționale OFC care sunt membre FIFA sunt eligibile pentru a intra.
| Trec direct în a doua rundă                                                                       | Concurează în prima rundă                         |
| ------------------------------------------------------------------------------------------------- | ------------------------------------------------- |
| - Fiji - Noua Caledonie - Noua Zeelandă - Papua Noua Guinee - Insulele Solomon - Tahiti - Vanuatu | - Samoa Americană - Insulele Cook - Samoa - Tonga |

## Program
Programul concursului este după cum urmează.
| Rundă         | Zi de meci   | Dată                          |
| ------------- | ------------ | ----------------------------- |
| Prima Rundă   | Zi de meci 1 | 31 august - 8 septembrie 2015 |
| Prima Rundă   | Zi de meci 2 | 31 august - 8 septembrie 2015 |
| Prima Rundă   | Zi de meci 3 | 31 august - 8 septembrie 2015 |
| Runda secundă | Zi de meci 1 | 5–13 octombrie 2015           |
| Runda secundă | Zi de meci 2 | 5–13 octombrie 2015           |
| Runda secundă | Zi de meci 3 | 21–29 martie 2016             |
| Runda secundă | Zi de meci 4 | 21–29 martie 2016             |
| Runda secundă | Zi de meci 5 | 30 Mai – 7 iunie 2016         |
| Runda secundă | Zi de meci 6 | 30 Mai – 7 iunie 2016         |

| Rundă         | Zi de meci   | Dată                          |
| ------------- | ------------ | ----------------------------- |
| Runda a treia | Zi de meci 1 | 29 August – 6 septembrie 2016 |
| Runda a treia | Zi de meci 2 | 29 August – 6 septembrie 2016 |
| Runda a treia | Zi de meci 3 | 3–11 octombrie 2016           |
| Runda a treia | Zi de meci 4 | 3–11 octombrie 2016           |
| Runda a treia | Zi de meci 5 | 7–15 noiembrie 2016           |
| Runda a treia | Zi de meci 6 | 7–15 noiembrie 2016           |

Play-off-le inter-confederații se vor desfășura în perioada 6-14 noiembrie 2017.

## Arbitrii oficiali
10 arbitrii și 12 arbitrii asistenți au fost numiți pentru acest turneu.
| Arbitri - Ravitesh Behari - Mederic Lacour - Matthew Conger - Nicholas Waldron - Anio Amos - George Time - Norbert Hauata - Kader Zitouni - Robinson Banga - Joel Hopken | Arbitri asistenți - John Pareanga - Ravinesh Kumar - Avinesh Narayan - Bertrand Brial - Mark Rule - Norman Sali - Noah Kusunan - Johnny Niabo - Phillippe Revel - Folio Moeaki - Tevita Makasini - Hilmon Sese |

## Grupe

### Grupa A
| Echipa            | MJ | V | E | Î | GM | GP | G   | Pct |
| ----------------- | -- | - | - | - | -- | -- | --- | --- |
| Papua Noua Guinee | 3  | 1 | 2 | 0 | 11 | 3  | +8  | 5   |
| Noua Caledonie    | 3  | 1 | 2 | 0 | 9  | 2  | +7  | 5   |
| Tahiti            | 3  | 1 | 2 | 0 | 7  | 3  | +4  | 5   |
| Samoa             | 3  | 0 | 0 | 3 | 0  | 19 | −19 | 0   |

- Papua Noua Guinee și  Noua Caledonie s-au calificat în faza eliminatorie și în runda a treia de calificări
- Tahiti s-a calificat în faza a treia de calificări.

| Papua Noua Guinee         | 1–1                        | Noua Caledonie |
| ------------------------- | -------------------------- | -------------- |
| Semmy 41' · Semmy 65' 79' | Report (FIFA) Report (OFC) | Saïko 84'      |

| Tahiti                                     | 4–0                        | Samoa |
| ------------------------------------------ | -------------------------- | ----- |
| T. Tehau 2', 5' Chong Hue 15' A. Tehau 39' | Report (FIFA) Report (OFC) |       |

| Papua Noua Guinee  | 2–2                        | Tahiti                    |
| ------------------ | -------------------------- | ------------------------- |
| Gunemba 45+1', 64' | Report (FIFA) Report (OFC) | A. Tehau 66' T. Tehau 76' |

| Noua Caledonie                                                                        | 7–0                        | Samoa |
| ------------------------------------------------------------------------------------- | -------------------------- | ----- |
| Kayara 18', 30' Nemia 28' Zeoula 38' (pen.) Wadriako 53' Cexome 79' Dahite 89' (pen.) | Report (FIFA) Report (OFC) |       |

| Papua Noua Guinee                                                   | 8–0                        | Samoa |
| ------------------------------------------------------------------- | -------------------------- | ----- |
| Foster 13', 51' Gunemba 33', 63', 83' Dabinyaba 58', 74' Upaiga 67' | Report (FIFA) Report (OFC) |       |

| Tahiti         | 1–1                        | Noua Caledonie |
| -------------- | -------------------------- | -------------- |
| T. Tehau 90+2' | Report (FIFA) Report (OFC) | Kaï 80'        |

### Grupa B
| Echipa           | MJ | V | E | Î | GM | GP | G  | Pct |
| ---------------- | -- | - | - | - | -- | -- | -- | --- |
| Noua Zeelandă    | 3  | 3 | 0 | 0 | 9  | 1  | +8 | 9   |
| Insulele Solomon | 3  | 1 | 0 | 2 | 1  | 2  | −1 | 3   |
| Fiji             | 3  | 1 | 0 | 2 | 4  | 6  | −2 | 3   |
| Vanuatu          | 3  | 1 | 0 | 2 | 3  | 8  | −5 | 3   |

- Noua Zeelandă și  Insulele Solomon s-au calificat în faza eliminatorie și în runda a treia de calificări.
- Fiji s-a calificat în runda a treia de calificări.

| Noua Zeelandă                              | 3–1                        | Fiji                 |
| ------------------------------------------ | -------------------------- | -------------------- |
| Tzimopoulos 16' Fallon 41' Wood 61' (pen.) | Report (FIFA) Report (OFC) | Krishna 45+2' (pen.) |

| Vanuatu | 0–1                        | Insulele Solomon |
| ------- | -------------------------- | ---------------- |
|         | Report (FIFA) Report (OFC) | Donga 19'        |

| Vanuatu | 0–5                        | Noua Zeelandă                                         |
| ------- | -------------------------- | ----------------------------------------------------- |
|         | Report (FIFA) Report (OFC) | Wood 4', 5' McGlinchey 10' Fallon 19' Barbarouses 45' |

| Insulele Solomon | 0–1                        | Fiji               |
| ---------------- | -------------------------- | ------------------ |
|                  | Report (FIFA) Report (OFC) | Krishna 85' (pen.) |

| Noua Zeelandă | 1–0                        | Insulele Solomon |
| ------------- | -------------------------- | ---------------- |
| Adams 80'     | Report (FIFA) Report (OFC) |                  |

| Fiji                    | 2–3                        | Vanuatu                                        |
| ----------------------- | -------------------------- | ---------------------------------------------- |
| Kautoga 51' Krishna 69' | Report (FIFA) Report (OFC) | Fred 19' Masauvakalo 41' B. Kaltack 75' (pen.) |

## Faza eliminatorie
|  | Semifinale             | Semifinale        |                         |       | Finala | Finala |
|  |                        |                   |                         |       |        |        |
|  | 8 Iunie – Port Moresby |                   |                         |       |        |        |
|  |                        |                   |                         |       |        |        |
|  | Papua Noua Guinee      | 2                 |                         |       |        |        |
|  | Papua Noua Guinee      | 2                 | 11 Iunie – Port Moresby |       |        |        |
|  | Insulele Solomon       | 1                 |                         |       |        |        |
|  | Insulele Solomon       | 1                 | Noua Zeelandă (pen.)    | 0 (4) |        |        |
|  | 8 Iunie – Port Moresby |                   | Noua Zeelandă (pen.)    | 0 (4) |        |        |
|  |                        | Papua Noua Guinee | 0 (2)                   |       |        |        |
|  | Noua Zeelandă          | Papua Noua Guinee | 0 (2)                   | 1     |        |        |
|  | Noua Zeelandă          |                   |                         | 1     |        |        |
|  | Noua Caledonie         | 0                 |                         |       |        |        |
|  | Noua Caledonie         | 0                 |                         |       |        |        |

### Semifinale
| Papua Noua Guinee        | 2–1                        | Insulele Solomon |
| ------------------------ | -------------------------- | ---------------- |
| Foster 38' Dabinyaba 82' | Report (FIFA) Report (OFC) | Molea 41'        |

| Noua Zeelandă | 1–0                        | Noua Caledonie |
| ------------- | -------------------------- | -------------- |
| Wood 49'      | Report (FIFA) Report (OFC) |                |

### Finala
Câștigătorul se califică la Cupa Confederațiilor FIFA 2017
| Noua Zeelandă                                | 0–0 (d.p.)                 | Papua Noua Guinee                 |
| -------------------------------------------- | -------------------------- | --------------------------------- |
|                                              | Report (FIFA) Report (OFC) |                                   |
| Fallon · McGlinchey · Dyer · Brockie · Rojas | 4–2                        | Upaiga · Semmy · Foster · Gunemba |

## Marcatorii
S-au marcat 48 goluri în 15 meciuri.
5 goluri
- Raymond Gunemba

4 goluri
- Chris Wood
- Teaonui Tehau

3 goluri
- Roy Krishna
- Nigel Dabinyaba
- Michael Foster

2 goluri
- Roy Kayara
- Rory Fallon
- Alvin Tehau

1 gol
- Samuela Kautoga
- Jorys Cexome
- Jefferson Dahite
- Bertrand Kaï
- Kevin Nemia
- Jean-Philippe Saïko
- Jean-Brice Wadriako
- César Zeoula
- Luke Adams
- Kosta Barbarouses
- Michael McGlinchey
- Themistoklis Tzimopoulos
- Tommy Semmy
- Koriak Upaiga
- Jerry Donga
- Judd Molea
- Steevy Chong Hue
- Dominique Fred
- Brian Kaltack
- Fenedy Masauvakalo